# Ostrolovský Újezd

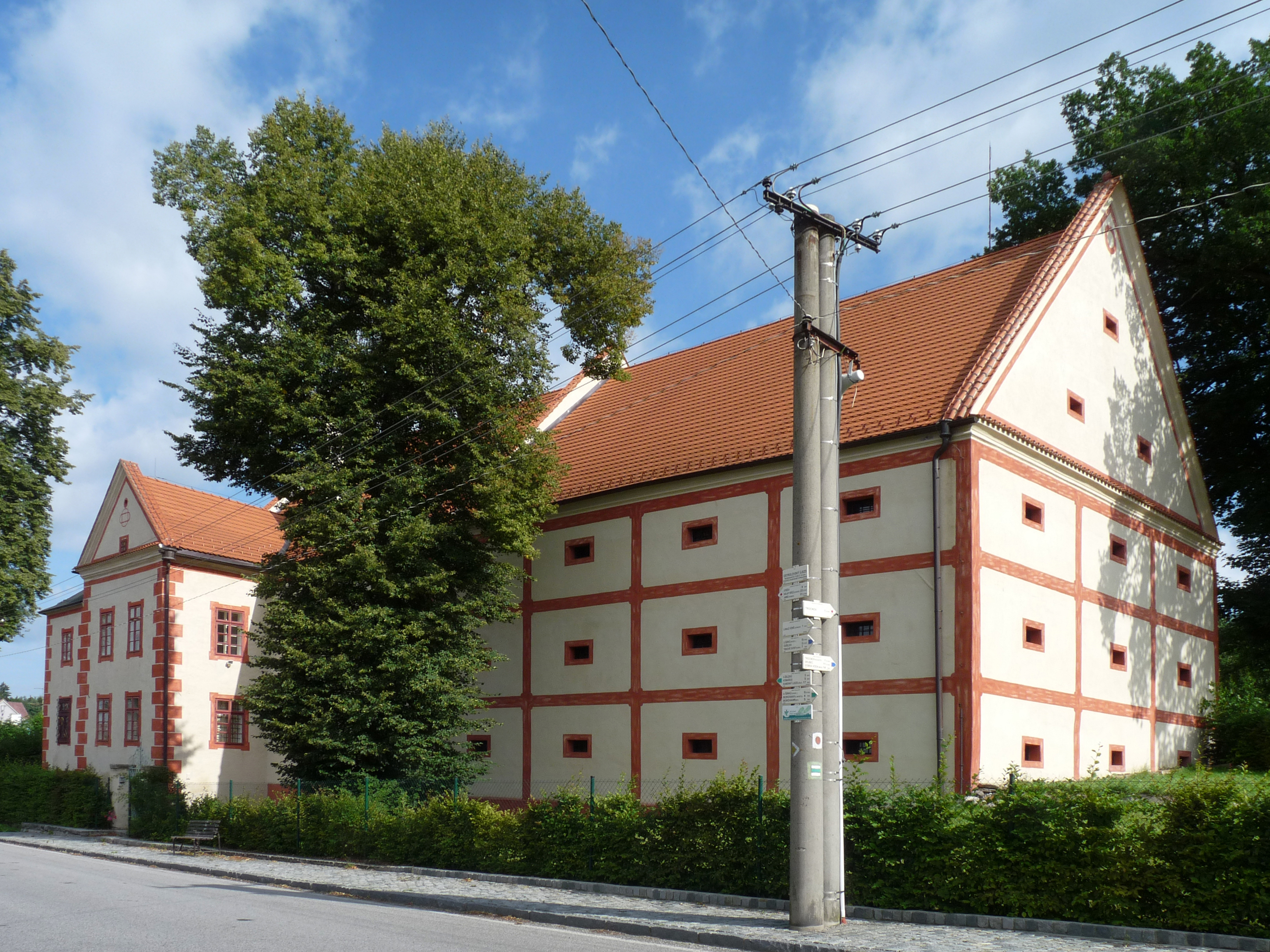
Schloss Ostrolovský Újezd und Speicher

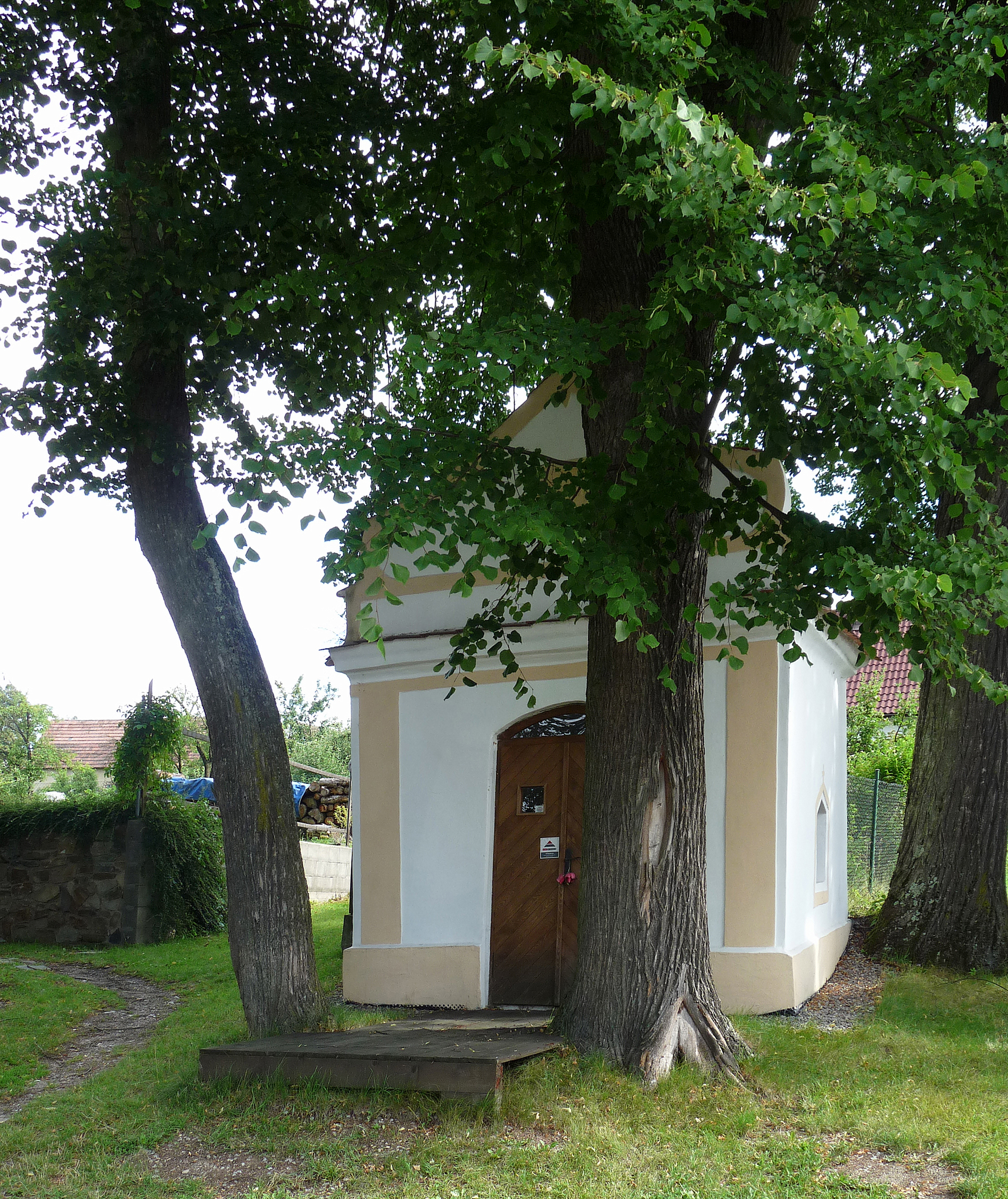
Kapelle

Ostrolovský Újezd, bis 1948 Újezd Ostrolov (deutsch Aujest Ostrolow) ist eine Gemeinde in Tschechien. Sie liegt vier Kilometer südwestlich von Borovany in Südböhmen und gehört zum Okres České Budějovice.

## Geographie
Ostrolovský Újezd befindet sich rechtsseitig über dem Tal der Stropnice gegenüber der Einmündung des Baches Vrážský potok. Östlich erhebt sich der Borovanský vrch (514 m), südlich der Na Vrchách (533 m) und im Nordwesten der Strážkovický vrch (558 m). Nördlich befindet sich das Nationale Kulturdenkmal Žižkovo rodiště (Žižkas Geburtsstätte).
Nachbarorte sind Paseka, Trocnov und Radostice im Norden, Borovany im Nordosten, Beran, Štrobl, Borovanský Mlýn, Dvorec und Třebeč im Osten, U Šírků, Třebíčko und Čeřejov im Südosten, Otěvěk, Vráž und Rankov im Süden, Veselka im Südwesten, U Želízků, Komařice und Řevňovice im Westen sowie Lomec und Strážkovice im Nordwesten.

### Gemeindegliederung
Für die Gemeinde Ostrolovský Újezd sind keine Ortsteile ausgewiesen. Zu Ostrolovský Újezd gehört die Ansiedlung U Šírků.

### Nachbargemeinden
| Strážkovice |                                             | Borovany |
|             | Kompassrose, die auf Nachbargemeinden zeigt |          |
|             | Trhové Sviny                                |          |

## Geschichte
Die erste schriftliche Erwähnung des Dorfes und der Burg Oujezdci erfolgte im Jahre 1381 als Besitz des Vladiken Mikšík von Újezdec. 1424 wurde ein Petr von Újezdec und 1440 ein Diviš von Újezdec erwähnt, bei denen jedoch nicht sicher ist, ob sie auch Besitzer der Burg waren. Zum Ende des 15. Jahrhunderts erwarb Oldřich von Dvorec (Ulrich von Wurzen)  Újezdec und schloss den Besitz an sein Gut Dvorec an. Zu dieser Zeit begann wahrscheinlich der Verfall der auf einem Sporn gegenüber dem Dorf gelegenen Burg. Nachfolgender Besitzer war Adam Rouzim von Bzí, der Újezdec Ostrolov 1534 an Peter V. von Rosenberg verkaufte. Später veräußerten die Herren von Rosenberg die Burg an die Kořensky von Tereschau auf Komařice. Christoph Kořensky (Kryštof Kořenský z Terešova) hatte wenig Interesse an der wüsten Burg und ließ 1569 inmitten des Dorfes eine Renaissancefeste errichten. Zu den Besitzern des Gutes gehörte der Kreishauptmann des Bechiner Kreises, Wenzel Franz Kořensky von Tereschau, und ab 1684 dessen Sohn Johann Lukas Kořensky. Letzterer verkaufte das Gut Ostrolov Újezdský / Ostrolow-Augezd 1692 für 82.000 Gulden an die Stadt Budweis. Die Dorfschule wurde 1783 eingerichtet. Im Jahre 1840 hatte das Gut Ostrolow-Augezd 965 tschechische Untertanen. Zum Gut gehörten sieben Karpfenteiche (Weselker Teich bei Weselka, Cerauer Teich bei Cerau, Soykowskyteich, Wurzner Teich und Křín bei Wurzen sowie der Lhotker Teich und Borek bei Lhotka). Amtsort des Dominiums und zugleich auch Verwaltungssitz für das Gut Elexnitz war Ostrolow-Augezd mit 28 Häusern, darunter dem Schloss, einem Brauhaus am Schloss und einem Jägerhaus sowie 219 Einwohnern. Zum Gut gehörten die Dörfer Weselka, Jedowar, Lhotka, Wurzen, Cerau (Čeřejov), Dobrikau (Dobrkov) und Třebíčko sowie 13 Häuser von Rankau (Rankov) und ein Haus von Bukwitz (Bukvice). Bis zur Mitte des 19. Jahrhunderts blieb Ostrolow-Augezd immer ein Gut der Stadt Budweis.
Nach der Aufhebung der Patrimonialherrschaften bildete Oujezd Ostrolov / Augezd Ostrolow ab 1850 mit den Ortsteilen Jedovary, Rankov und Veselka eine Gemeinde in der Bezirkshauptmannschaft Budějovice/Budweis. Im Jahre 1865 wurde eine neue Brauerei errichtet. Ab 1880 wurde der Ort als Ostrolov-Oujezd und seit Beginn des 20. Jahrhunderts als Újezd Ostrolov bezeichnet. Rankov wurde 1913 eigenständig. In der Gemeinde lebten im Jahre 1914 372 Personen, davon waren 366 Tschechen und 6 Deutsche. Der Ortsteil Újezd Ostrolov hatte 248 tschechische und sechs deutsche Einwohner. Im Jahre 1935 lösten sich Jedovary und Veselka los und bildeten die Gemeinde Jedovary. 1948 wurde die Gemeinde in Ostrolovský Újezd umbenannt und dem neu gebildeten Okres Trhové Sviny zugeschlagen, der zwölf Jahre später wieder aufgehoben wurde. An die Brauerei wurde 1955 ein Kulturhaus mit Tanzsaal angebaut. Mit Beginn des Jahres 1961 wurde Ostrolovský Újezd zusammen mit Jedovary und Veselka zur Gemeinde Veselka zusammengeschlossen und zugleich dem Okres České Budějovice zugeordnet. Am 1. Jänner 1976 erfolgte die Eingemeindung nach Borovany. Seit dem 24. November 1990 bildet Ostrolovský Újezd wieder eine eigene Gemeinde. Die ehemalige Brauerei wurde zum Gemeindeamt umgebaut.

## Bevölkerungsentwicklung
| Jahr      | 1869 | 1880 | 1890 | 1900 | 1910 | 1921 | 1930 | 1950 | 1961 | 1970 | 1980 | 1991 | 2001 | 2011 | 2021 |
| --------- | ---- | ---- | ---- | ---- | ---- | ---- | ---- | ---- | ---- | ---- | ---- | ---- | ---- | ---- | ---- |
| Einwohner | 236  | 246  | 255  | 232  | 254  | 217  | 196  | 162  | 184  | 146  | 102  | 93   | 109  | 163  | 175  |

## Sehenswürdigkeiten
- Schloss Ostrolovský Újezd, es entstand 1569 als Renaissancefeste für Christoph Korzensky von Teressow und wurde im 18. Jahrhundert zum Schloss umgestaltet
- Speicher neben dem Schloss
- Burgstall Újezdec auf dem Sporn über der Mündung des Baches Vrážský potok in die Stropnice. In dem nach 1900 bei Paul Körber in Prag erschienenen Werk Po troskách české slávy wird beschrieben, dass auf dem Sporn von einer mächtigen Burg aus vorhussitischer Zeit und einer Kirche noch Gräben und Pfeiler erhalten wären. Heute sind von der Anlage nur noch Geländespuren, jedoch keine Mauern mehr sichtbar.
- Bunkerlinie des Tschechoslowakischen Walls entlang der Stropnice, errichtet 1937–1938. Ein Bunker im benachbarten Veselka dient als Museum zur tschechoslowakischen Landesbefestigung
- Hügelgrab aus der Zeit des Stammes der Dúdlebi im Wald Štěpánka, westlich des Dorfes
- Kapelle, errichtet 1899
- Linde Vojířovická lípa, gepflanzt 2006 durch den Kreishauptmann Jan Zahradník

## Söhne und Töchter der Gemeinde
- Quirin Mickl (1711–1767), Abt des Klosters Hohenfurth
- František Šimek (1882–1974), Philologe und Literaturhistoriker